# Безумный Джек Холл
Безумный Джек Холл (англ. 'Mad' Jack Hall; John Hall; Crazy Jack Hall, 1672 — 13 июля 1716) — английский лидер якобитов и владелец собственности, а также мировой судья в Нортумберленде. Он был членом клана Холл, шотландского клана нормандского происхождения и владел башней Оттерберн в Редесдейле, Нортумберленд; его инициалы до сих пор вырезаны над дверным проёмом.

## Ранние годы и брак
Он родился под именем Джон Холл, вероятно, в Оттерберн-Тауэр, в 1672 году. Его отец, Джон Холл, родился в 1624 году и умер в 1692 году. Женой Джона «Безумного Джека» Холла была дочь Олдермена Хатчисона Мэри. Они поженились в Ньюкасле. Найдены брачные документы, датированные 4 ноября 1701 года, приход Лонгбентон. Холл много лет служил мировым судьёй в Нортумберленде.

## Восстание и казнь
Он был важной фигурой во время восстания якобитов в 1715 году.
Он был взят в плен в Престоне и, как сообщается, получил отсрочку по крайней мере пять раз, прежде чем был казнён. В ожидании суда в тюрьме Холл заметил другому заключённому: «Наши отцы получили землю во времена Кромвеля как секвестраторы повстанцев, теперь мы потеряем их за то, что мы были повстанцами». Он был обезглавлен в Тайберне за государственную измену 13 июля 1716 года.
Его описывали как «жестокого, страстного и нескромного человека», но очень щедрого и любимого своими людьми. Именно за его вспыльчивый и энергичный характер он получил прозвище «Безумный Джек Холл из Оттерберна».